# Iglesia de San Esteban (Almazorre)

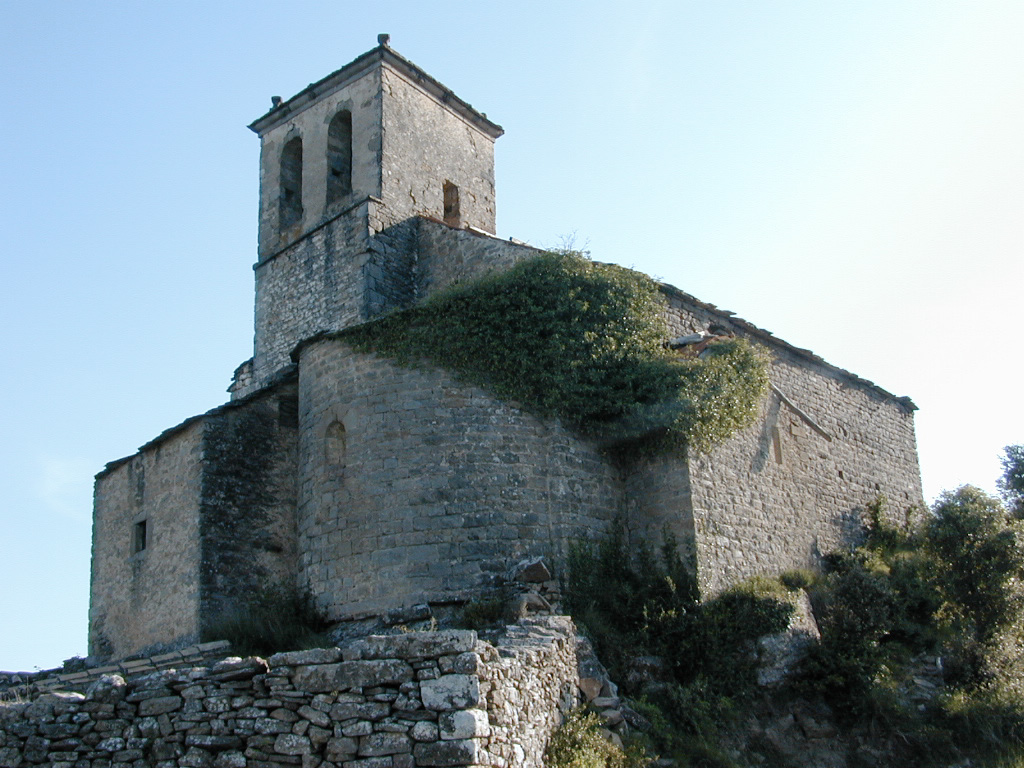
Iglesia de Almazorre, Huesca.

## Localización
Está situada en la localidad aragonesa de Almazorre, perteneciente al municipio de Bárcabo, en la comarca oscense de Sobrarbe. Almazorre dista 29 kilómetros de Ainsa (A-2205) y a 46 de la ciudad de Barbastro (A-1232 y A-2205).
Posee un rico patrimonio natural y cultural al estar inmersa dentro del Parque Cultural del río Vero y del parque natural de la Sierra y Cañones de Guara.
La Iglesia-abadía parroquial de Almazorre se halla en la cumbre de la ladera en lo más alto del caserío, sobre el barrio superior, con un buen acceso mediante escaleras de piedra de reciente fábrica.

## Historia
Los orígenes de la construcción de la iglesia se remontan al siglo XII siendo consagrada en honor a San Esteban Protomártir en 1131 por el obispo de Huesca Arnaldo Dodón (1130-1134). Este prelado fue compañero de campañas militares del rey aragonés Alfonso I El Batallador. 
El ábside y la nave presentan características del románico tardío. Junto con la iglesia de Hospitaled era aneja de la parroquial de Eripol, centro de la baronía del mismo nombre, a la que pertenecían ambos pueblos.
En el siglo XVI y XVII se realizaron ampliaciones y transformaciones. Se añadieron las capillas laterales a modo de crucero bajo, la torre sobre la capilla meridional, la sacristía, el coro alto a los pies y el pórtico. Posiblemente, en esta época se modificó la cubierta de la nave, al integrar en la misma el volumen del pórtico de acceso y la casa abadía. 
El cuerpo de campanas sufrió reformas en el siglo XIX, según aparece indicado en la inscripción del arco donde queda albergada la fachada, datado en 1867.
En 1938, en el marco de la guerra civil española, todo el mobiliario del templo fue destruido. 
El siglo XX trajo al templo las primeras señales de ruina, que fueron solventadas, en parte, por la restauración acometida en 1997 gracias a una subvención del parque natural de la Sierra y Cañones de Guara. Estas obras consistieron en el levantamiento de la cubierta de la nave parcialmente en ruinas, disponiéndose nueva estructura y tablero de apoyo, en espera de la disposición del cubrimiento definitivo.
Entre 2007 y 2009 se ha procedido a realizar diversas restauraciones, como el tejado de la iglesia, la torre y las pinturas murales.

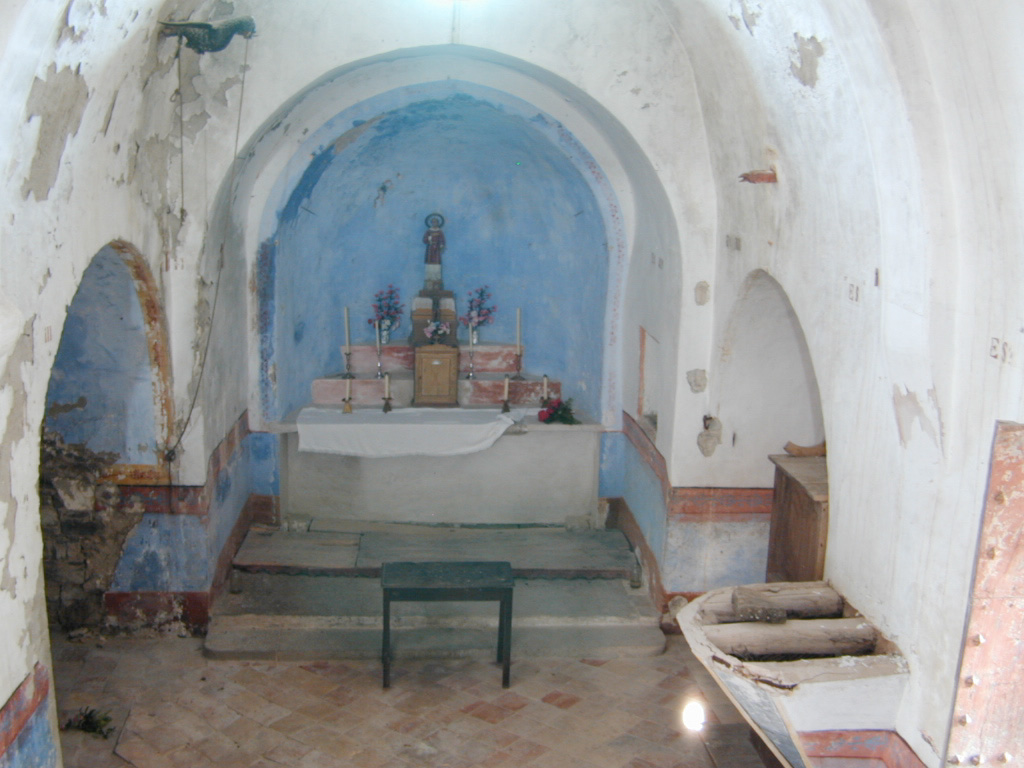
Interior de la iglesia de Almazorre, Huesca.

## Descripción
Se trata de un edificio construido en sillar y sillarejo en el ábside y muros de la nave y mampostería en el resto. Consta de una nave rectangular de tres tramos y un ábside construido sobre la roca. Está cubierta la nave con bóveda apuntada. El acceso al templo se realiza mediante una portada situada al sur y protegida con un pórtico cubierto con bóveda de cañón. En el interior, las paredes se encuentran encaladas a excepción del ábside, que muestra parte de sus pinturas medievales originales. La torre, situada sobre una capilla de la epístola, está construida en mampostería. Posee dos cuerpos y está rematada en chapitel cónico.